# Eurovision Song Contest 1987
Der 32. Concours Eurovision de la Chanson, so der offizielle Titel in diesem Jahr, fand am 9. Mai 1987 im Palais du Centenaire in Brüssel statt. Italien und Griechenland nahmen wieder teil.

## Besonderheiten

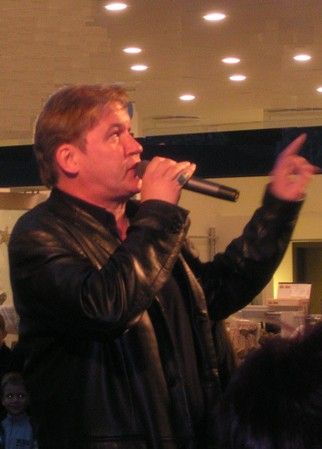
Interpret des Siegertitels, Johnny Logan, hier im Jahre 2005

Der Ire Johnny Logan siegte zum zweiten Mal nach 1980 – ein bis dato einmaliger Vorgang. Diesmal hat der Sänger das Lied, Hold Me Now, auch selbst geschrieben. Im Gegenzug erreichte die Türkei trotz einer aufregenden Tanzeinlage nur den zweiundzwanzigsten und somit letzten Platz, und das mit null Punkten. Das Lied des Gastgebers, Soldiers of Love von Liliane Saint-Pierre, kam mit Platz elf gerade noch in die obere Hälfte. Turnusmäßig wurde es auf Niederländisch gesungen, nachdem im Vorjahr das Gewinnerlied J’aime la vie von Sandra Kim auf Französisch vorgetragen worden war. Sandra Kim erschien auch zum Finale und übergab den Preis.
Für Deutschland nahm zum zweiten Mal die Gruppe Wind mit dem Titel Laß die Sonne in dein Herz teil, deren Beitrag nochmals auf dem 2. Platz landete. Im Unterschied zu Für alle von 1985, welches von Hanne Haller kam, schrieben diesen Beitrag Ralph Siegel und Bernd Meinunger. Die Schweiz wurde mit Carol Rich und Moitié-moitié nur 17., Gary Lux erzielte mit Nur noch Gefühl nur den 20. Platz für Österreich. Die Türkei erhielt von den europäischen Jurys null Punkte, was die Sängerin wie auch die türkische Presse nicht der musikalischen Qualität zuschrieben, sondern als politisch motivierten „Skandal“ bezeichneten.

## Teilnehmer

Teilnehmende Länder
Länder, die bereits an einem früheren ESC teilgenommen hatten, aber nicht im Jahr 1987

Es gab zwar kein Land, das zum ersten Mal teilnahm; da Griechenland und Italien jedoch zum ESC zurückkehrten, gab es mit 22 teilnehmenden Ländern einen neuen Rekord.

### Wiederkehrende Interpreten
| Land           | Interpret                     | Vorherige(s) Teilnahmejahr(e)                                                                                  |
| -------------- | ----------------------------- | --- |
| BR Deutschland | Wind                          | 1985 |
| Irland         | Johnny Logan                  | 1980 |
| Luxemburg      | Patricia Maessen (Begleitung) | 1970 für die Niederlande (als Mitglied von Hearts of Soul) • 1977 für Belgien (als Mitglied von Dream Express) |
| Luxemburg      | Patricia Maessen (Begleitung) | Begleitung: 1986 für Belgien                                                                                   |
| Österreich     | Gary Lux                      | 1983 (als Mitglied von Westend) • 1985                                                                         |
| Österreich     | Gary Lux                      | Begleitung: 1984                                                                                               |
| Schweden       | Lotta Engberg                 | Begleitung: 1984 und 1985                                                                                      |
| Zypern         | Alexia                        | 1981 (als Mitglied von Island)                                                                                 |

### Dirigenten
Jedes Lied außer dem aus der Schweiz wurde mit Live-Musik begleitet bzw. kam Live-Musik zum Einsatz – folgende Dirigenten leiteten das Orchester bei dem jeweiligen Land:
- Norwegen – Terje Fjærn
- Israel – Kobi Oshrat
- Österreich – Richard Oesterreicher
- Island – Hjálmar H. Ragnarsson
- Belgien – Freddy Sunder
- Schweden – Curt-Eric Holmquist
- Italien – Gianfranco Lombardi
- Portugal – Jaime Oliveira
- Spanien – Eduardo Leiva
- Türkei – Garo Mafyan
- Griechenland – Yiorgos Niarchos
- Niederlande – Rogier van Otterloo
- Luxemburg – Alec Mansion
- Vereinigtes Königreich – Ronnie Hazlehurst
- Frankreich – Jean-Claude Petit
- BR Deutschland – Laszlo Bencker
- Zypern – Jo Carlier
- Finnland – Ossi Runne
- Dänemark – Henrik Krogsgård
- Irland – Noel Kelehan
- Jugoslawien – Nikica Kalogjera
- Schweiz – keine Orchesterbegleitung

## Abstimmungsverfahren
In jedem Land gab es eine elfköpfige Jury, die zunächst die zehn besten Lieder intern ermittelten. Danach vergaben die einzelnen Jurys 12, 10, 8, 7, 6, 5, 4, 3, 2 Punkte und 1 Punkt an diese zehn besten Lieder.

## Platzierungen
| Platz | Startnr. | Land                   | Interpret                               | Titel (M = Musik; T = Text)                                                 | Sprache          | Übersetzung                          | Punkte |
| ----- | -------- | ---------------------- | --------------------------------------- | --------------------------------------------------------------------------- | ---------------- | ------------------------------------ | ------ |
| 01.   | 20       | Irland                 | Johnny Logan                            | Hold Me Now M/T: Johnny Logan                                               | Englisch         | Halt mich jetzt fest                 | 172    |
| 02.   | 16       | BR Deutschland         | Wind                                    | Laß die Sonne in dein Herz M: Ralph Siegel; T: Bernd Meinunger              | Deutsch          | —                                    | 141    |
| 03.   | 07       | Italien                | Umberto Tozzi und Raf                   | Gente di mare M: Umberto Tozzi, Raf; T: Giancarlo Bigazzi                   | Italienisch      | Menschen vom Meer                    | 103    |
| 04.   | 21       | Jugoslawien            | Novi Fosili                             | Ja sam za ples M: Rajko Dujmić; T: Stevo Cvikić                             | Kroatisch        | Ich bin bereit zu tanzen             | 092    |
| 05.   | 12       | Niederlande            | Marcha                                  | Rechtop in de wind M/T: Peter Koelewijn                                     | Niederländisch   | Aufrecht im Wind                     | 083    |
| 05.   | 19       | Dänemark               | Anne Cathrine Herdorf und Bandjo        | En lille melodi M: Helge Engelbrecht; T: Jacob Jonia                        | Dänisch          | Eine kleine Melodie                  | 083    |
| 07.   | 17       | Zypern                 | Alexia Αλέξια                           | Aspro-mavro (Άσπρο-μαύρο) M: Andreas Papapaulou; T: Maria Papapaulou        | Griechisch       | Weiß-schwarz                         | 080    |
| 08.   | 02       | Israel                 | Datner und Kushnir נתן דטנר ואבי קושניר | Shir habatlanim (שיר הבטלנים) M/T: Zohar Laskov                             | Hebräisch        | Faulenzer-Lied                       | 073    |
| 09.   | 01       | Norwegen               | Kate Gulbrandsen                        | Mitt liv M: Rolf Løvland; T: Rolf Løvland, Hanne Krogh                      | Norwegisch       | Mein Leben                           | 065    |
| 10.   | 11       | Griechenland           | Bang                                    | Stop (Στοπ) M/T: Thanos Kalliris, Vasilis Dertilis                          | Griechisch       | Stopp                                | 064    |
| 11.   | 05       | Belgien                | Liliane Saint-Pierre                    | Soldiers of Love M: Gyuri Spies, Marc de Coen; T: Liliane Saint-Pierre      | Niederländisch a | Soldaten der Liebe                   | 056    |
| 12.   | 06       | Schweden               | Lotta Engberg                           | Boogaloo M: Mikael Wendt; T: Christer Lundh                                 | Schwedisch       | —                                    | 050    |
| 13.   | 14       | Vereinigtes Königreich | Rikki                                   | Only the Light M/T: Richard Peebles                                         | Englisch         | Nur das Licht                        | 047    |
| 14.   | 15       | Frankreich             | Christine Minier                        | Les mots d’amour n’ont pas de dimanche M: Gerard Curci; T: Marc Minier      | Französisch      | Die Liebesworte haben keinen Sonntag | 044    |
| 15.   | 18       | Finnland               | Vicky Rosti & Boulevard                 | Sata salamaa M: Petri Laaksonen; T: Veli-Pekka Lehto                        | Finnisch         | Hundert Blitze                       | 032    |
| 16.   | 04       | Island                 | Halla Margrét                           | Hægt og hljótt M/T: Valgeir Guðjónsson                                      | Isländisch       | Langsam und leise                    | 028    |
| 17.   | 22       | Schweiz                | Carol Rich                              | Moitié-moitié M/T: Jean-Jacques Egli                                        | Französisch      | Halb und Halb                        | 026    |
| 18.   | 08       | Portugal               | Nevada                                  | Neste barco à vela M: Alfredo Azinheira, Jorge Mendes; T: Alfredo Azinheira | Portugiesisch    | In diesem Segelboot                  | 015    |
| 19.   | 09       | Spanien                | Patricia Kraus                          | No estás solo M: Rafael Martínez, Rafael Trabucchelli; T: Patricia Kraus    | Spanisch         | Du bist nicht allein                 | 010    |
| 20.   | 03       | Österreich             | Gary Lux                                | Nur noch Gefühl M: Kenneth Westmore; T: Stefanie Werger                     | Deutsch          | —                                    | 008    |
| 21.   | 13       | Luxemburg              | Plastic Bertrand                        | Amour, amour M/T: Plastic Bertrand, Alec Mansion                            | Französisch      | Liebe, Liebe                         | 004    |
| 22.   | 10       | Türkei                 | Seyyal Taner und Grup Lokomotif         | Şarkım sevgi üstüne M/T: Olcayto Ahmet Tuğsuz                               | Türkisch         | Mein Lied handelt von Liebe          | 000    |

## Punktevergabe
| Land | Abstimmungsergebnisse | Abstimmungsergebnisse | Abstimmungsergebnisse | Abstimmungsergebnisse | Abstimmungsergebnisse | Abstimmungsergebnisse | Abstimmungsergebnisse | Abstimmungsergebnisse | Abstimmungsergebnisse | Abstimmungsergebnisse | Abstimmungsergebnisse | Abstimmungsergebnisse | Abstimmungsergebnisse | Abstimmungsergebnisse | Abstimmungsergebnisse | Abstimmungsergebnisse | Abstimmungsergebnisse | Abstimmungsergebnisse | Abstimmungsergebnisse | Abstimmungsergebnisse | Abstimmungsergebnisse | Abstimmungsergebnisse | Abstimmungsergebnisse | Abstimmungsergebnisse |
| Land | Punkte                | NO                    | IL                    | AT                    | IS                    | BE                    | SE                    | IT                    | PT                    | ES                    | TR                    | GR                    | NL                    | LU                    | UK                    | FR                    | DE                    | CY                    | FI                    | DK                    | IE                    | YU                    | CH                    | Votings               |
| --- | --------------------- | --------------------- | --------------------- | --------------------- | --------------------- | --------------------- | --------------------- | --------------------- | --------------------- | --------------------- | --------------------- | --------------------- | --------------------- | --------------------- | --------------------- | --------------------- | --------------------- | --------------------- | --------------------- | --------------------- | --------------------- | --------------------- | --------------------- | --------------------- |
| Norwegen | 065                   |                       | –                     | 4                     | –                     | 7                     | 10                    | 7                     | –                     | 3                     | –                     | –                     | 4                     | –                     | –                     | 4                     | 7                     | 3                     | 5                     | 3                     | 2                     | –                     | 6                     | 13                    |
| Israel | 073                   | 2                     |                       | 1                     | 5                     | 6                     | 4                     | –                     | 10                    |                       | –                     | –                     | 3                     | –                     | 4                     | 10                    | 8                     | –                     | 7                     | –                     | 5                     | –                     | 8                     | 13                    |
| Österreich | 008                   | –                     | –                     |                       | –                     | –                     | –                     | 1                     | –                     | –                     | –                     | 7                     | –                     | –                     | –                     | –                     | –                     | –                     | –                     | –                     | –                     | –                     | –                     | 02                    |
| Island | 028                   | 4                     | –                     | –                     |                       | 4                     | –                     | –                     | –                     | 4                     | –                     | 6                     | –                     | –                     | –                     | –                     | 10                    | –                     | –                     | –                     | –                     | –                     | –                     | 05                    |
| Belgien | 056                   | 5                     | 2                     | 3                     | –                     |                       | –                     | 6                     | –                     | 7                     | 4                     | –                     | –                     | 5                     | 8                     | –                     | 4                     | 5                     | 3                     | –                     | –                     | 4                     | –                     | 12                    |
| Schweden | 050                   | –                     | 12                    | –                     | 8                     | 1                     |                       | 3                     | 7                     | –                     | 2                     | –                     | –                     | –                     | –                     | 3                     | –                     | 7                     | –                     | 7                     | –                     | –                     | –                     | 09                    |
| Italien | 103                   | –                     | 3                     | 6                     | 3                     | 5                     | 1                     |                       | 12                    | 12                    | 8                     | –                     | –                     | 4                     | 1                     | –                     | 12                    | 1                     | 4                     | –                     | 12                    | 12                    | 7                     | 16                    |
| Portugal | 015                   | –                     | –                     | –                     | –                     | –                     | –                     | –                     |                       | 8                     | –                     | 5                     | –                     | –                     | –                     | –                     | 2                     | –                     | –                     | –                     | –                     | –                     | –                     | 03                    |
| Spanien | 010                   | –                     | –                     | –                     | –                     | –                     | –                     | –                     | –                     |                       | –                     | 10                    | –                     | –                     | –                     | –                     | –                     | –                     | –                     | –                     | –                     | –                     | –                     | 01                    |
| Türkei | 000                   | –                     | –                     | –                     | –                     | –                     | –                     | –                     | –                     | –                     |                       | –                     | –                     | –                     | –                     | –                     | –                     | –                     | –                     | –                     | –                     | –                     | –                     | 0                     |
| Griechenland | 064                   | –                     | –                     | –                     | 1                     | 2                     | 6                     | 8                     | –                     | –                     | –                     |                       | 5                     | 7                     | 5                     | 7                     | –                     | 12                    | –                     | 6                     | –                     | 5                     | –                     | 11                    |
| Niederlande | 083                   | –                     | 5                     | 2                     | –                     | –                     | –                     | 10                    | –                     | 5                     | 7                     | 3                     |                       | 8                     | 3                     | 12                    | –                     | –                     | 2                     | 2                     | 6                     | 8                     | 10                    | 14                    |
| Luxemburg | 004                   | –                     | –                     | –                     | –                     | –                     | –                     | –                     | 2                     | –                     | –                     | –                     | –                     |                       | 2                     | –                     | –                     | –                     | –                     | –                     | –                     | –                     | –                     | 02                    |
| Vereinigtes Königreich                                                                                                 | 047                   | –                     | 10                    | 5                     | –                     | 3                     | 5                     | –                     | 3                     | –                     | 3                     | –                     | –                     | 1                     |                       | –                     | –                     | 2                     | 1                     | 4                     | 3                     | 2                     | 5                     | 13                    |
| Frankreich | 044                   | 1                     | –                     | –                     | 4                     | –                     | –                     | 5                     | –                     | –                     | –                     | 4                     | 1                     | 12                    | –                     |                       | 5                     | –                     | –                     | –                     | 10                    | –                     | 2                     | 09                    |
| Deutschland | 141                   | 3                     | 8                     | 10                    | 12                    | 10                    | 7                     | 4                     | 5                     | 1                     | 6                     | –                     | 10                    | 6                     | 10                    | 6                     |                       | 6                     | 10                    | 12                    | 7                     | 7                     | 1                     | 20                    |
| Zypern | 080                   | 6                     | –                     | –                     | 6                     | –                     | 2                     | –                     | –                     | –                     | –                     | 12                    | 2                     | –                     | 6                     | 5                     | 3                     |                       | 6                     | 10                    | 8                     | 10                    | 4                     | 13                    |
| Finnland | 032                   | 10                    | –                     | –                     | –                     | –                     | 3                     | –                     | 4                     | 2                     | –                     | 1                     | 8                     | 2                     | –                     | –                     | 1                     | –                     |                       | –                     | –                     | 1                     | –                     | 09                    |
| Dänemark | 083                   | 7                     | 6                     | 7                     | 7                     | –                     | 8                     | 2                     | 1                     | –                     | 1                     | 8                     | 6                     | –                     | 7                     | 8                     | –                     | –                     | 8                     |                       | 4                     | –                     | 3                     | 15                    |
| Irland | 172                   | 8                     | 4                     | 12                    | –                     | 12                    | 12                    | 12                    | 8                     | 10                    | 10                    | –                     | 12                    | 10                    | 12                    | 1                     | 6                     | 8                     | 12                    | 5                     |                       | 6                     | 12                    | 19                    |
| Jugoslawien | 092                   | 12                    | 7                     | 8                     | 10                    | 8                     | –                     | –                     | 6                     | 6                     | 12                    | 2                     | –                     | –                     | –                     | 2                     | –                     | 10                    | –                     | 8                     | 1                     |                       | –                     | 13                    |
| Schweiz | 026                   | –                     | 1                     | –                     | 2                     | –                     | –                     | –                     | –                     | –                     | 5                     | –                     | 7                     | 3                     | –                     | –                     | –                     | 4                     | –                     | 1                     | –                     | 3                     |                       | 08                    |
| Die Tabelle ist senkrecht nach der Auftrittsreihenfolge geordnet, waagerecht nach der chronologischen Punkteverlesung. |                       |                       |                       |                       |                       |                       |                       |                       |                       |                       |                       |                       |                       |                       |                       |                       |                       |                       |                       |                       |                       |                       |                       |                       |

### Statistik der Zwölf-Punkte-Vergabe
| Anzahl | Land         | erhalten von                                                                                   |
| ------ | ------------ | ---------------------------------------------------------------------------------------------- |
| 8      | Irland       | Belgien, Finnland, Italien, Niederlande, Österreich, Schweden, Schweiz, Vereinigtes Königreich |
| 5      | Italien      | Deutschland, Irland, Jugoslawien, Portugal, Spanien                                            |
| 2      | Deutschland  | Dänemark, Island                                                                               |
| 2      | Jugoslawien  | Norwegen, Türkei                                                                               |
| 1      | Frankreich   | Luxemburg                                                                                      |
| 1      | Griechenland | Zypern                                                                                         |
| 1      | Niederlande  | Frankreich                                                                                     |
| 1      | Schweden     | Israel                                                                                         |
| 1      | Zypern       | Griechenland                                                                                   |